# ماجراهای یک دندانپزشک
ماجراهای یک دندان‌پزشک (روسی: Похождения зубногo врача) در فیلمی در ژانر کمدی-درام به کارگردانی الم کلیموف است که در سال ۱۹۶۵ پخش شد. از بازیگران آن می‌توان به آندری میاگکوف اشاره کرد.

## خلاصه فیلم
دندان‌پزشک جوان «چنسونکوف» استعداد زیادی در کشیدن بی‌درد دندان‌ها دارد تا جایی که دندان‌پزشکان دیگر از ترس بیکار شدن او را به چالش می‌کشند…